# Plagiolepis capensis
Plagiolepis capensis é uma espécie de formiga do gênero Plagiolepis, pertencente à subfamília Formicinae.